# Pogrom

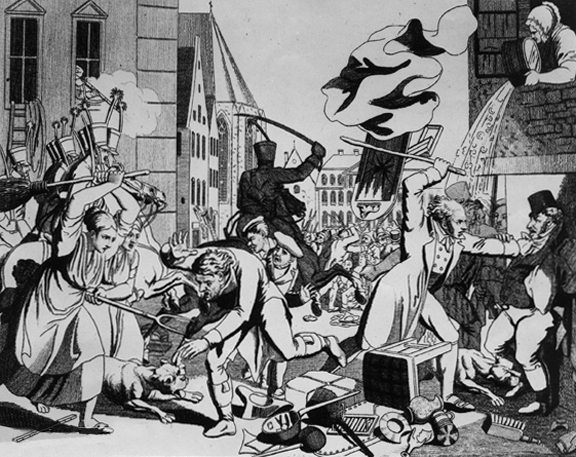
Antisemitiskt upplopp i Frankfurt. Ett av de så kallade hep-hep-upploppen mot judar som förekom på flera orter i Tyskland 1819. Samtida illustration av Johann Michael Voltz.

Pogrom (ryska: погро́м) är en våldsam och blodig, ofta samordnad, förföljelse av en folkgrupp, i synnerhet med avseende på antisemitiska förföljelser av judar.
Termen "pogrom" användes ursprungligen om de brutala angreppen mot judar i kejsardömet Ryssland under 1800-talet, men har senare även kommit att användas om liknande angrepp på andra minoriteter. Det är inte ovanligt att pogromer är sanktionerade av den politiska makten och att ordningsmakten inte ingriper för att skydda de angripna.

## Etymologi
Ordet pogrom kommer via tyska och jiddish från ryska погром (pogrom), av verbet громить (gromitj), "tygla någon", "utsätta för våld". Den bokstavliga betydelsen är "efter åska", "efter ett blixtnedslag" (по = "efter", гром = "åska").

## Pogromer mot judar

### Från antiken till modern tid
Enligt historikern Pieter van der Horst ägde den första pogromen rum i Alexandria 38 e.Kr. Den judiske filosofen Filon berättar i ett av sina verk[källa behövs] om attacken på judar i Alexandria sommaren 38 e.Kr. Egyptier och greker angrep stadens judiska befolkning. Synagogor och hus förstördes; judar torterades och mördades. Troligen skedde detta med den romerske guvernören Flaccus medgivande.
I Rom förekom under kejsardömet våldsamma angrepp på och förföljelser av både judar och fornkristna. De fornkristna ansågs av romarna vara en judisk sekt.
Under den ”judisk-arabiska guldåldern” i det muslimska Spanien på 800- och 900-talen var judarna en erkänd del av landets kulturella och ekonomiska liv men på 1000-talet, när Kalifatet Córdoba började falla sönder, förändrades förhållandena och muslimska pogromer mot judar förekom i Córdoba 1011 och i Granada 1066. 1033 genomfördes en pogrom i Fès i grannlandet Marocko då 6 000 judar mördades.
De första officiellt nedskrivna redogörelserna för brutala judeförföljelser härstammar från tiden för korstågen mellan 1095 och 1291 då kristna angrep judar i bland annat Frankrike, Tyskland och England, förutom i Det Heliga landet. De första av dessa var Rhenlandsmassakrerna under år 1096, utlösta av den religiösa hysterin som grep människor under korståget. 1215 beslutade kyrkan i fjärde laterankonciliet att judar och muslimer skulle diskrimineras offentligt.
Vid mitten av 1300-talet, på grund av paniken och hysterin skapad av digerdöden, blev judarna ofta anklagade för att bära skulden till pesten. Judar attackerades och mördades i Chillon, Basel, Stuttgart, Ulm, Speer och Dresden i pogromer under digerdöden. 1349 utplånades de judiska församlingarna i Mainz och Köln, samma år mördades 2 000 judar i Strasbourg. Ett par år senare hade sammanlagt 60 större och 150 mindre judiska samfälldheter tillintetgjorts.
1543 skrev Martin Luther Von den Jüden und iren Lügen (Om judarna och deras lögner), en skrift där han förespråkar hård behandling av judar. Luther menar att deras synagogor och skolor bör brännas, deras böneböcker förstöras, att rabbiner ska förbjudas att predika, judiska hem raseras och deras egendom och tillgångar konfiskeras.
Hep-hep-kravallerna var antisemitiska attacker som började den 2 augusti 1819 i Würzburg då judarna, influerade av franska revolutionen, krävde fler rättigheter. De var en reaktion på det faktum att judarna nyligen hade tillerkänts medborgerliga rättigheter och ghettona då relativt nyligen hade avskaffats av Napoleon, och deras integration i det övriga samhället sågs som ett hot. Oroligheterna spred sig till andra tyska städar och så långt som till Danmark, Polen, Lettland och Böhmen.
Damaskusaffären 1840, då en italiensk munk och hans tjänare försvann i Damaskus och några judar i staden blev anklagade för mord, ledde till en rad pogromer mot judar i Mellanöstern och Nordafrika; Damaskus 1840 och 1848, Jerusalem 1847, Kairo 1844 och Dayr al-Qamar 1847 med flera.

### Ryssland

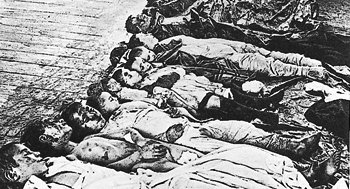
Offer, mest judiska barn, från pogromen 1905 i Jekaterinoslav.

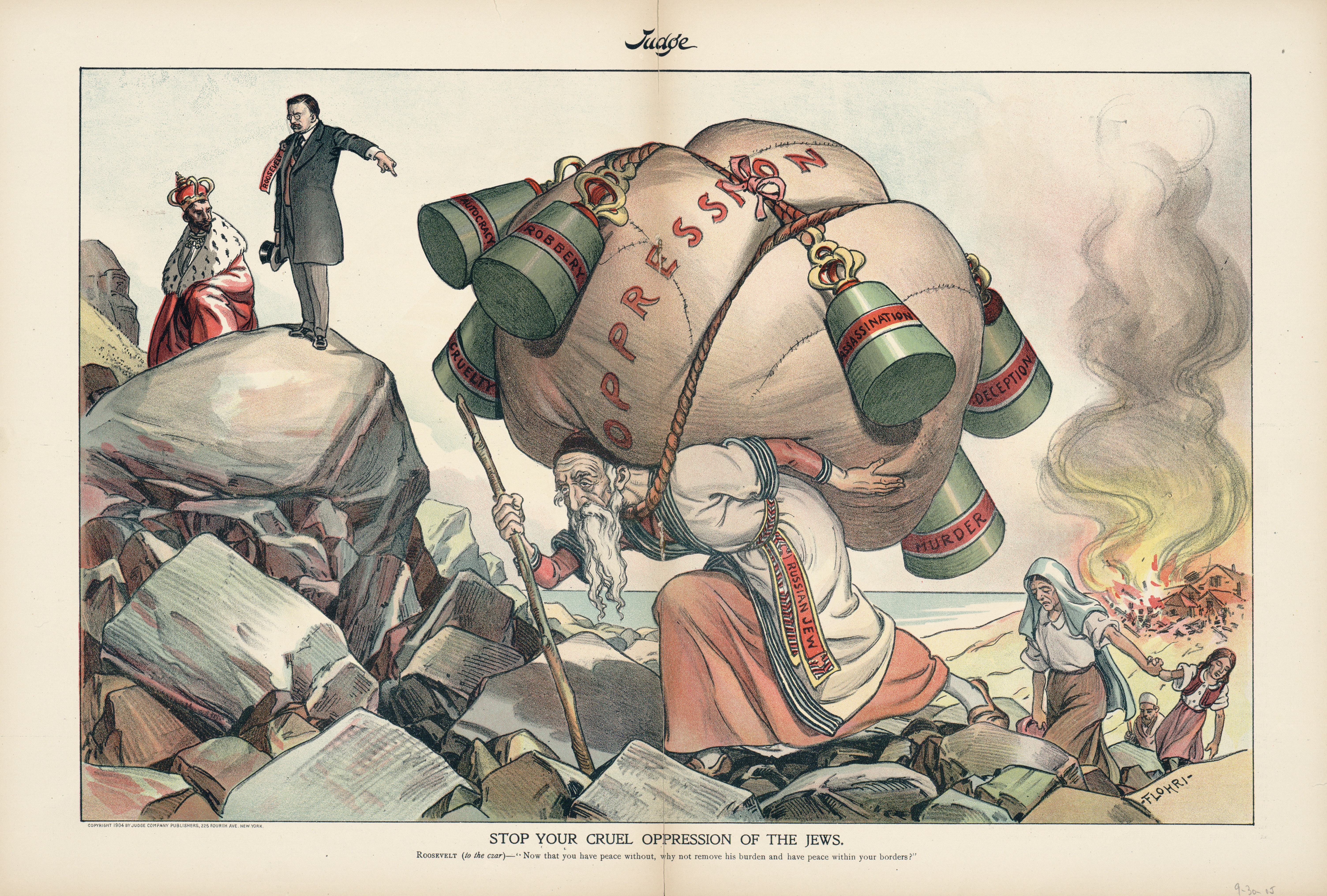
President T. Roosevelt till Tsar Nikolaj II: "Stop your cruel oppression of the Jews". Amerikansk litografi från 1904.

Den första pogromen i kejsardömet Ryssland anses vara antingen oroligheterna i Odessa 1821 efter den grekisk-ortodoxa patriarkens död, då 14 judar mördades, eller de antijudiska upplopp som ägde rum i Odessa 1859.
Men ordet ”pogrom” började allmänt användas först när en rad antijudiska upplopp svepte över Ryssland mellan 1881 och 1884. Pogromerna startade i Jelizavetgrad, Kiev, Warszawa och Odessa. Det som satte igång dessa pogromer var mordet på tsar Alexander II 1881 och ryktet spreds att det var judar som låg bakom mordet. Till vilken grad rysk press var ansvarig till att uppmuntra ryktesspridningen diskuteras bland forskare. Lokala ekonomiska förhållanden och konkurrens anses ha bidragit till pogromerna.
En mycket blodigare våg av pogromer kom 1903–1906, som tog upp till 2 500 judars liv och lämnade ännu fler skadade. Historiker som Edvard Radzinskij menar att flera av pogromerna initierades av de styrande i landet understödda av den hemliga polisen Ochrana men många pogromer startade spontant.
Kishninevpogromen 1903 (då oskyldiga judar återigen blivit anklagade för mord) pågick i tre dagar och krävde 49 judars liv, 500 sårade och 700 plundrade och förstörda hem. Övergreppen blev omskrivna i The Times och New York Times, vilket ledde till uppmärksamhet kring pogromerna och internationella protester.
1905 förekom pogromer i 660 städer. De största antalet pogromer registrerades i guvernementet Tjernigov nordost om Kiev. Pogromerna där i oktober tog 800 judiska liv, 400 dödades i Odessa, över 150 i Rostov-na-Donu, 67 i Jekaterinoslav, 54 i Minsk, 30 i Simferopol - över 40, i Orsja – över 30. Pogromerna fortsatte 1906 – i Gomel, i Belostok, i Siedlce. Polis och militär tillhörde förövarna.
Flera pogromer följde med den Ryska revolutionen 1917 och inbördeskriget. Det uppskattas att mellan 70 000 och 250 000 judar mördades i det Ryska Imperiet; antalet föräldralösa barn översteg 300 000.[källa behövs]
Pogromerna härjade i sydvästra Ryssland inom det område som kallades Tjerta osedlodsti (ryska: Черта́ осе́длости) där majoriteten av de ryska judarna enligt lag var hänvisade att bo. Decennierna runt sekelskiftet 1900 emigrerade omkring två miljoner ryska judar, de flesta till USA.

### Utanför Ryssland
Pogromer spreds över Central- och Östeuropa och förekom även i andra delar av världen.

#### Argentina
1919 genomfördes i Buenos Aires i Argentina pogromer under Argentinska Tragiska veckan (Semana Trágica), där judar och katalaner attackerades urskillningslöst. Orsakerna är inte klara, särskilt med tanke på att i fallet Buenos Aires kom den katalanska kolonin, som huvudsakligen etablerades i närheten av Montserrat, från själva grunden av staden. Det kan peka på den spanska nationalismens inflytande, som redan vid den tiden kvalificerade katalanerna som en semitisk etnicitet.

#### I Mellanöstern
I Arabvärlden förekom flera pogromer i samband med spänningarna och konflikter i Palestina. Omtalad är Farhudpogromen i Irak som 1941 krävde mellan 200 och 400 judars liv, och efter kriget pogromer i Tripoli i Libyen och Kairo i Egypten 1945 och framöver. Efter etablerandet av staten Israel uppstod 1947 pogromer bl.a. i Aleppo, Syrien, och Aden och på andra platser framför allt i Nordafrika och muslimska Asien, vilket framtvingade en allmän judisk exodus från arabiska och andra muslimska länder.

### Under Förintelsen

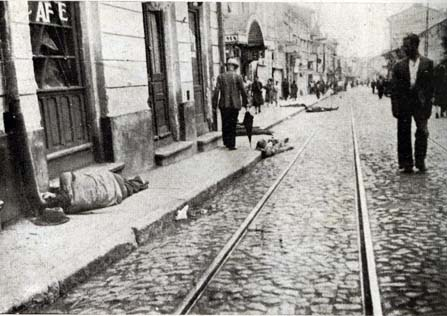
Kroppar av mördade judar på en gata i Iaşi, Rumänien, efter pogromen 1941.

Pogromer uppmuntrades av nazisterna. Den mest omfattande pogromen i Nazityskland var Kristallnatten 1938 då tusentals judiska hem, 7500 affärer och 1406 synagogor och bönehus vandaliserades, 400 judar dödades (och ytterligare ca 1000 förmodade döda) och 30 000 judiska män arresterades och sändes till koncentrationsläger.
En rad pogromer under Förintelsen genomfördes även av icke-tyskar. Den värsta av dessa var Iaşipogromen i Rumänien 1941 då 13 266 judar dödades av rumänska civila, poliser och militärer. I den då polska (numera ukrainska) staden Lwów (Lviv) genomförde Einsatzgruppen C tillsammans med ukrainska nationalister två stora pogromer, pogromen i Lviv och Petljura-dagarna, då omkring 6 000 mördades. Samma år, 1941, genomförde litauiska partisaner och Röda armén pogromer i staden Kaunas som innebar 3 800 judars död samt nerbrända hem, gårdar och synagogor.
Under massakern i Jedwabne, också 1941, mördade polacker mellan 340 och 400 judar. Om tyskarna, som kontrollerade byn, var inblandade i denna pogrom är oklart.
Efter kriget förekom flera våldsamma antisemitiska upplopp i den av Sovjetunionen ockuperade delen av Europa. En av de mest omtalade är Pogromen i Kielce i Polen den 4 juli 1946 då många judar som släppts fria ur koncentrationsläger dödades.

## Modern användning och exempel

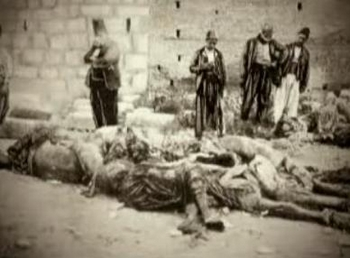
Adanamassakern i Osmanska riket 1909 förstörde stora delar av de kristna kvarteren och krävde mellan 15 000 och 30 000 armeniers liv.

Andra minoriteter har genom historien lidit av liknande målinriktade angrepp och många historiker menar att de kan kallas pogromer, till exempel massakern på romare och utlänningar i Anatolien under den så kallade asiatiska vespern 88 f.Kr., Boudiccas revolt i Britannien 61–60 f.Kr., massakern på utlänningar i Guangzhou 878, Danemordet då danskar dödades i England 1002, Sicilianska aftonsången 1282 då fransmän attackerades och Bartolomeinatten i Frankrike 1572 som krävde tusentals protestantiska hugenotters liv.
Till pogromer under 1800-talet kan räknas angreppen på svarta i USA under New York Draft Riots 1863, massakern på kineser i Los Angeles 1871 och Batakmassakern 1876 då bulgarier dödades av osmanska militärer. I ett utbrott av sekteristiskt våld i Libanon 1860 mördade druser över 10 000 kristna, huvudsakligen maroniter. Under massakern på armenier i Osmanska riket 1894–1896 mördades mellan 80 000 och 300 000 armenier. Under första världskriget orsakade den osmanska regimen att hundratusentals armenier, syrianer och greker dog, antingen genom mord eller genom omänskliga umbäranden. Under de senaste hundra åren har de flesta förföljelser av kristna och judar i muslimska länder varit mindre spektakulära, men ändå systematiska, med mord, våldtäkter, arrestering, stölder och vandalisering på enskild nivå, utan att det får mediauppmärksamhet, se en:Persecution of Christians. En stor del av detta är inte etniskt betingat, utan religiöst-politiskt. I många länder där pogromliknande händelser sker, har en rättspraxis som skiljer sig från den i västvärlden vanliga, dvs. att allt våld ska beivras rättsligt, i synnerhet sådant som har rasistiska, religiösa eller politiska motiv, vilket gör att minoriteter som utsätts för detta ofta väljer att fly, om de har medel till det. Exempelvis förvägras judiska grupper medborgerliga rättigheter i många muslimska stater, trots att de kan ha bott där långt innan islams grundande. Diskriminering av judar och kristna, s.k. dhimmi, är påbjudet i Koranen, och således upphöjt till lag där sharia tillämpas.
Här följer exempel på målinriktade angrepp på minoriteter, pogromer, under 1900- och 2000-talen:
- 1948 – Raskravallerna i Jönköping 1948 då resandefolket angreps och kördes ut ur Jönköping
- 1955 – under Istanbulpogromen angrep turkar etniska greker som bodde i landet.
- 1964 – efter revolutionen i Zanzibar mördades omkring 17 000 araber och asiater.
- 1966 – i Nigeria, före Biafrakrigets utbrott, attackerades folkgruppen igbo.
- 1969 – angrepp på kineser i Malaysia under den s.k. May 13 Incident.
- 1980-talet – attacker mot koptiska kristna i Egypten, avtog men fortsatte, parallellt med att muslimska brödraskapet fick ökad politisk makt
- 1984 – pogromer mot sikher i Indien efter mordet på premiärminister Indira Gandhi.
- 1994 – över 800 000 tutsier dödades i Rwanda i massiva överfall av sina landsmän hutuerna på några månader
- 1998 – i maj pågick pogromer mot etniska kineser i Indonesiens huvudstad Jakarta.
- 2002 – Gujaratpogromen mot muslimer i indiska delstaten Gujarat.[11]
- 2003 – början på massförföljelse av kristna i Irak efter upplösningen av Saddam Husseins välde, vilket har orsakat att 40% av flyktingarna från Irak är kristna
- 2009 – pogromer mot romer i Ungern.[12]
- 2012 - attacker mot den muslimska minoriteten i Myanmar [13]